# Stasina americana
Stasina americana là một loài nhện trong họ Sparassidae.
Loài này thuộc chi Stasina. Stasina americana được Eugène Simon miêu tả năm 1887.